# I quattro disperati
I quattro disperati (The Plunderers) è un film del 1960 diretto da Joseph Pevney.